# Treehouse of Horror VI
"Treehouse of Horror VI" är avsnitt sex av säsong sju av Simpsons och det sjätte avsnittet i serien Treehouse of Horror. Avsnittet sändes på Fox Broadcasting Company den 29 oktober 1995. I avsnittet stjäl Homer donuten från Lard Lad-statyn då han känner sig lurad, och under ett åskoväder vaknar Springfields reklamstatyer till liv, och Lard Lad letar upp Homer för att få tillbaka donuten. Vaktmästare Willie börjar brinna under föräldramötet på Springfield Elementary. Då ingen vuxen vill hjälpa honom bestämmer han sig för att skada och döda deras barn i deras drömmar. Bart bestämmer sig för att döda Willie i hans egen dröm. Homer gömmer sig också för Patty och Selma och finner en väg och hamnar i den tredje dimensionen. Han förvandlas till 3D och försöker komma ut, men misslyckas. Marge bestämmer sig för att hämta hjälp för att få tillbaka Homer. Delen "Homer3" innehåller 3D-animationer gjorda av Pacific Data Images (PDI). I slutet av avsnittet medverkar Homer för första gången i verkliga världen. Den delen filmades på Ventura Boulevard i Studio City. I "Attack of the 50-Foot Eyesores" medverkar Paul Anka som sig själv. Avsnittet fick en Nielsen rating på 12.9, och det 21:a mest sedda programmet under veckan och mest sedda på Fox. Under 1996 vann delen "Homer³" stora priset på Ottawa International Animation Festival och avsnittet var nominerad till en Primetime Emmy Award för "Outstanding Animated Program (For Programming less than One Hour)".

## Handling

### Attack of the 50-Foot Eyesores
Homer besöker till Lard Lad Donuts för att köpa en stor donut men när han inser att den kolossala munken utanför butiken inte finns, bestämmer han sig för att stjäla den. På natten stjäl han jättedonuten från Lard Lad-statyn utanför butiken. Samtidigt härjar ett oväder över Springfield och efter ett blixtnedslag vaknar stadens reklamskyltar, inklsusive Lard Lad statyn, till liv och börjar terrorisera Springfield. Homer ger efter ett tag tillbaka donuten till Lard Lad, för att få honom sluta förstöra staden, men det hjälper inte, utan det blir vara värre. Lisa går till reklambyrån som skapat reklamfiguren och han ber Lisa att få invånarna att sluta ge dem uppmärksamhet då det är uppmärksamhet som håller dem motiverade. För att hjälpa invåarna att inte titta på reklamgubbarna skriver han en jingel som Lisa framför i stadens centrum med Paul Anka. Medborgarna blir förtjusta i jingeln och slutar titta på monster och de förlorar sitt liv och staden blir räddad.

### Nightmare on Evergreen Terrace
Bart har en mardröm. Han drömmer att vaktmästare Willie är ute för att döda honom och han jagar honom men kratta och han vaknar upp med flera rivmärken på magen. De andra studenterna på Springfield Elementary School berättar att de också terroriserades av Willie i sina mardrömmar. När eleverna senare gör ett prov somnar Martin och kvävs till döds av Willie i sin egen dröm, och dör i den verkliga världen, då han inte vaknar upp. Bart och Lisa berättar för Marge om händelsen och efter ett tag berättar Marge saningen för barnen. Willie brann upp efter att skolans värmeugn exploderade efter att Homer ökade skolans termostat. Han brändes till döds medan föräldrarna till eleverna såg på, och gjorde ingenting. Arg över föräldrarnas dumhet, berättade Wille för föräldrarna att han skulle få sin hämnd genom att döda barnen i deras drömmar. Bart, Lisa och Maggie bestämmer sig för att inte somna, men Lisa inser att de måste somna till slut, och Bart bestämmer sig för att han ska sova och slåss mot Willie i sin egen dröm, och Lisa ska väcka honom om han hamnar i problem. Bart somnar snabbt och hittar Willie utklädd till en gräsklippare. Bart lyckas lura Willie till att klippa en sandlåda med kvicksand, och Willie klipper den men sjunker ner och Bart antar att han är död. Men Willie lever och är förvandlad till en gigantisk säckpipsspindel och tar tag i Bart när Lisa kommer in och vill väcka henne. Men hon har själv somnat eftersom hon är i drömmen och Willie tar hand om Lisa. Snabbt dyker också  Maggie upp som använder sin napp för att täta ventilen på Willies spindelkropp, vilket resulterar i att Willie exploderar. Bart och Lisa hoppas att de nu är fria från Willie för evigt, men de har fel. Willie dyker upp igen, men precis som en vanlig person utan onda dröm-krafter, till barnens lättnad. Han träffar på dem och förbereder sig att skjuta dem, men glömde sitt vapen på bussen.

### Homer³
Patty och Selma besöker Simpsons med två örngott fulla av snäckskal från sin resa till "Sulphur Bay". Homer försöker gömma sig för dem i garderoben, som Bart och Lisa har ockuperat och de vägrar att lämna den på grund av att de kom dit först. Homer gömmer sig bakom bokhyllan och hittar en portal till en mystisk värld där allt är i 3D. Homer utforskar området som en 3D datorgenererad karaktär. Genom världarna kontaktar han Marge för hjälp att komma därifrån. Marge samtalar med Ned Flanders, Timothy Lovejoy, Professor Frink, Clancy Wiggum och Julius Hibbert för att hjälpa Homer komma ut ur dimensionen, men de är inte till någon hjälp. Homer förklarar för dem att världen han befinner sig i ser ut som något från Tron. Frink förklarar för de andra att Homer är i "tredje dimensionen". Under tiden får Homer en kon i rumpan som han kastar iväg. Den skapar ett hål då spetsen träffar marken, och den tredje dimensionen börjar kollapsa in i ett svart hål. Homer blir mer orolig över platsen och vill därifrån. Bart kopplar en säkerhetslina runt sin midja och går in till den tredje dimensionen för att rädda honom, trots Marges invändningar. Väl där uppmanar Bart Homer att hoppa över det massiva svarta hålet. Homer, som tror att det är enkelt, hoppar men störtar ner i hålet precis när universumet kollapsar, och Bart dras tillbaka in i huset av sin säkerhetslina. Bart berättar för Marge vad som hände, men Lovejoy försäkrar henne att Homer har gått till en bättre plats, för Homer har nu hamnat i den verkliga världen. Han faller i en container och promenerar på en gata i staden, samtidigt som den verkliga världens människor stirrar på honom. Homer upptäcker ett erotisk bageri i staden och går in i det.

## Produktion
"Treehouse of Horror VI" var det första av två Treehouse of Horror-avsnitt som produceras under tiden Bill Oakley och Josh Weinstein ledde arbetet. Enligt Oakley tog avsnittet tid att göra eftersom innehållet i alla tre delar är komplexa historier och det var svårt att få det till 21 minuter." På grund av längden har avsnittet en kortare öppning än tidigare avsnitt i serien.  Första delen "Attack of the 50-Foot Eyesores" skrevs av John Swartzwelder, "Nightmare on Evergreen Terrace" av Steve Tompkins. Idén framfördes av David S. Cohen "Homer3 skrevs av Cohen, men idén framfördes av Oakley. Den ursprungliga idén var att Homer skulle besöka flera dimensioner, men de insåg att det skulle vara komplicerat. I avsnittet medverkar Paul Anka som sig själv och sjunger med Lisa sången "Just Don't Look". Anka nämndes av Marge i "Grampa vs. Sexual Inadequacy". Som svar skickade han ett brev till producenterna, där han tackade dem för omnämnandet. Efter att de mottagit brevet, bestämde de sig för att be honom gästskådespela i serien. Enligt David Mirkin försökte han få Al Gore att vara med i avsnittet, men producenterna fick inget svar på sin begäran. I slutscenen av avsnittet när Homer är i den verkliga världen är den första allra första live-action scen i Simpsons. Den filmades på Ventura Boulevard i Studio City och regisserades av David Mirkin, som berättat att Fox inte gillade idén då de trodde att den skulle vara dyr. Scenen är en bild där kameran åker tillbaka när sluttexterna rullar. Scenen filmades på en trottoar med kameran på en kran över gatan och Mirkin kunde inte stoppa trafiken till scenen. På grund av detta kan en rad av bilar ses köras på gatan när kameran svänger runt.

### Animation
En stor del av "Homer3" var gjord i 3D datorgrafik. Regissören David Silverman strävade efter något bättre än datoranimation, som används i musikvideon till "Money for Nothing" av Dire Straits. Animationen gjordes av Pacific Data Images (PDI). Animatörerna på PDI arbetade nära de vanliga Simpsons-animatörerna. Simpsonsanimatörerna gjorde storyboard för segmenten och visade PDI-animatörerna hur de skulle ha hanterat scenerna. Inför 3D-modellen av Bart visste inte animatörer hur de skulle visa Barts hår och köpte en docka med Bart för att använda som modell. En av de svåraste delarna för PDI animatörerna var att få Homer och Bart att gå ordentligt, utan att göra dem som robotar. En av de viktigaste händelserna i segmentet var när Homer steg in i 3D-världen och hans design gick över till 3D.
Flera bakgrundskämt sattes in i "Homer3". PDI-animatörerna ritade in en tekanna, som var det första objektet som gjordes i 3D, och siffrorna 734 som visas motsvarar PDI på alfanummer. Flera matematiska ekvationer var också med i bakgrunden, där en av dem är 178212 + 184112=192212. Även om svaret är falskt, verkar det vara sant när det görs på en miniräknare med 10 siffrors precision. Om det vore sant skulle det motbevisa Fermats sista sats, som just hade bevisats när detta avsnitt sändes. Cohen gjorde ekvationer med ett datorprogram. Andra ekvationer som visas är Eulers identitet och P = NP. Koden 46 72 69 6E 6B 20 72 75 6C 65 73 21 är ASCII-hexadecimalkod för "Frink rules!".

## Kulturella referenser
Titeln på "Attack of the 50-Foot Eyesores" är en referens till filmen Attack of the 50 Foot Woman. "Nightmare on Evergreen Terrace" är en parodi av filmen Terror på Elm Street och dess uppföljare, och Barts dröm vid inledningen av segmentet innehåller många delar som liknar karikatyrerna av Tex Avery. Titeln "Homer³" är en hänvisning till Alien³ och är en parodi av The Twilight Zone avsnittet "Little Girl Lost", där en flicka färdas genom en portal till fjärde dimensionen. Han beskriver delen som något i serien och filmen Tron nämns också av Homer som ett sätt att beskriva sin omgivning. Segmentetet där Bart binder ett rep runt sig själv och går in i 3D-världen i ett försök att rädda Homer är en referens till filmen Poltergeist. En byggnad Homer möter inne i tredje dimensionen är en rekreation av biblioteket från PC-spelet Myst, då Willie förändrar sitt utseende då han sjunker i sandlådan är likartad som T-1000s "död" i Terminator 2 - Domedagen och Martins dröm är en referens till Pagemaster - den magiska resan. Den rotationen i den tredimensionella virveln är en referens till det gröna glödande nätet under förtexterna av Disney filmen Det svarta hålet. I "Homer3", berättar Homer att han borde läst astrofysikboken skriven av den rullstolsburna killen. Detta är en hänvisning Stephen Hawking som använder rullstol. I "Attack of the 50 Foot Eyesores" är några av maskotarna parodier på verkliga maskotar.

## Mottagande
Under första visningen hamnade "Treehouse of Horror VI" på plats 21 över mest sedda program under veckan med en Nielsen rating på 12.9 vilket ger 12,4 miljoner hushåll. Avsnittet var det mest sedda på Fox under veckan. Colin Jacobson på DVD Movie Guide anser att "'Attack of the 50-Ft. Eyesores' är den bästa av de tre delarna. Ryan Budke på TV Squad gav delen "Homer3" som fjärde bästa Treehouse of Horror-delen. Will Pfeifer på Rockford Register Star anser att detta är det bästa och roligaste Halloween-avsnittet.
Under 1996 vann "Homer³" stora priset på Ottawa International Animation Festival. Avsnittet var nominerade till en Primetime Emmy Award för "Outstanding Animated Program (For Programming less than One Hour)". Bill Oakley har senare berättar att de borde skickat in ett mera känslomässigt avsnitt.